# История алфавита

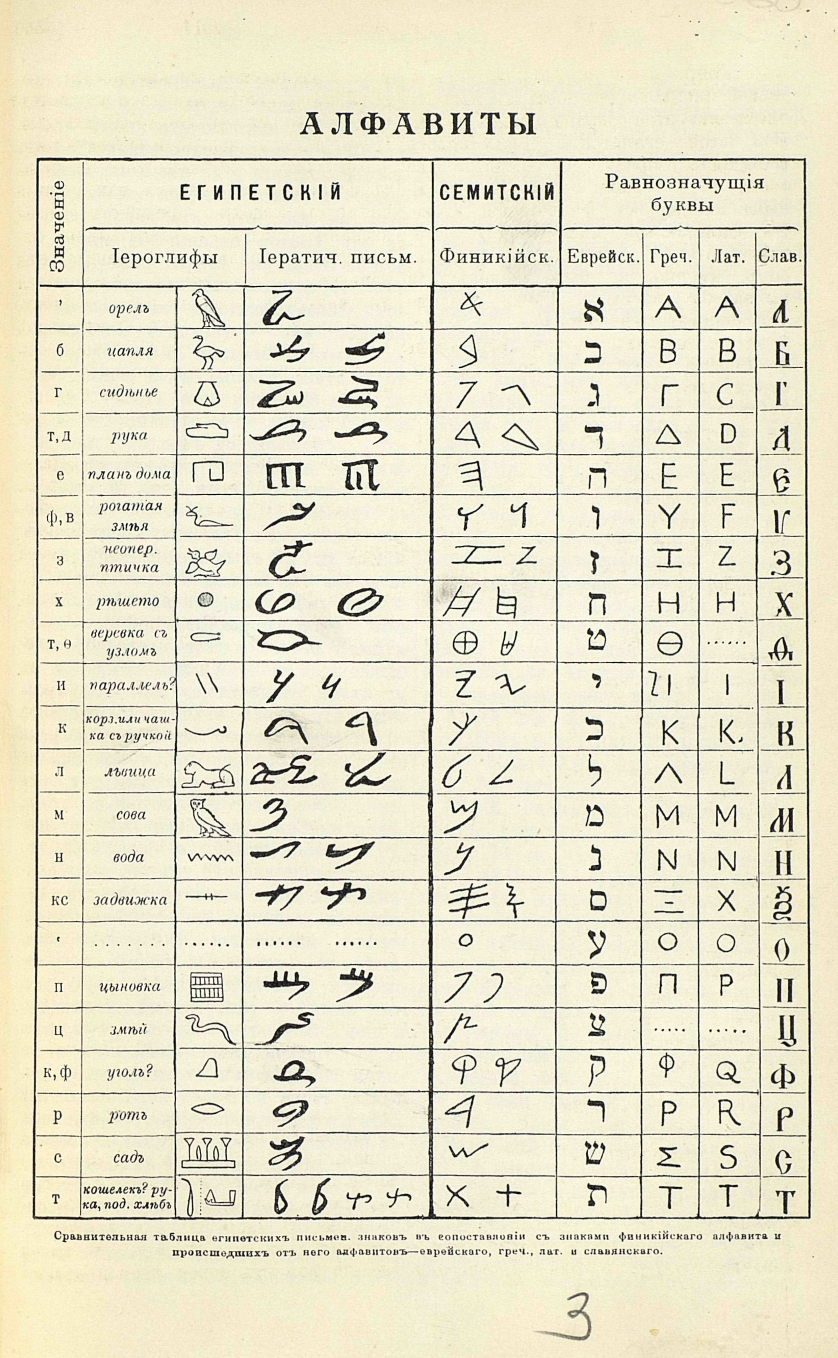
Таблица из «ПБЭ»

История алфавита — история эволюции систем фонетического письма с ограниченным набором знаков, приведшая к появлению консонантно-вокалического письма, где в целом соблюдается соответствие «одна графема (письменный знак) есть одна фонема».
Понятие «алфавита» может распространяться на разные типы фонетического письма, включая помимо консонантно-вокалического и консонантное и слоговое письмо. но нередко алфавиты первого вида именуют «чистыми» или «настоящими» алфавитами, алфавиты второго вида — квазиалфавитами, а слоговые азбуки вовсе исключаются из этого понятия.
Первым квазиалфавитом, возможно, была протосинайская письменность, появившаяся между XIX века и XVI веками до н. э., она предназначался для языка семитов, работавших в Египте.
Этот алфавит был консонантным (обозначаются только согласные) и построен на акрофоническом принципе — каждая пиктограмма, происходящая от египетского иероглифа, использовалась для обозначения первого звука исходного слова.
Протосинайская письменность и ряд родственных ей систем записи западносемитских языков (в частности, протоханаанское письмо) предшествовали развитию финикийского письма, консонантный алфавит которого в ходе заимствования в другие языки стал последним переходным этапом на пути к полностью фонетическим алфавитам.
Большинство существующих в наши дни алфавитов либо напрямую восходят к финикийскому (например, латинский и греческий алфавиты), либо были созданы под его влиянием.

## Доалфавитные системы письма
До наших дней дошли две хорошо сохранившиеся системы письма, существовавшие до конца IV тысячелетия до нашей эры: месопотамская клинопись и египетские иероглифы. Обе были хорошо известны в той части Передней Азии, где позднее был изобретён первый алфавит, получивший широкое распространение — финикийский. Есть признаки того, что клинопись предопределила некоторые особенности алфавитов, возникших в странах, где она использовалась (это влияние просматривается, например, в древнеперсидской клинописи). Но современная наука доказала незначительность этого влияния и его несущественность для развития появившихся позднее алфавитов. Библское письмо имеет графическое сходство как с иератической египетской, так и с финикийской письменностью, но так как оно не расшифровано, нельзя высказать никаких предположений о его роли в истории алфавита.

## Ранняя история

### Древний Египет
К 2700 году до нашей эры древние египтяне выработали набор из 22 иероглифов для передачи согласных звуков своего языка, существовал и двадцать третий иероглиф, возможно, передававший гласные звуки начала или конца слова. Эти символы использовались для чтения логограмм, обозначения грамматических словоизменений, позже и для транскрибирования заимствованных и иностранных слов. По сути, эта система письменности являлась алфавитом, но использовалась она не как алфавит, а часто для логографического письма, так как сказывалось сильное влияние традиционной египетской письменности.

### Семитский алфавит

Диаграмма, показывающая происхождение четырёх различных алфавитов от финикийского письма. Слева направо — латинский алфавит, греческий алфавит, финикийский алфавит, иврит, арабский алфавит.

Западносемитские системы письменности середины Бронзового века — по-видимому слоговое библское письмо и протосинайское письмо в настоящий момент ещё не расшифрованы. Но известно, что частично, а возможно, и полностью были алфавитными. Возможно, древнейшими образцами этих письменностей являются граффити из центрального Египта, датируемые примерно 1800 годом до нашей эры. По мнению Гордона Гамильтона, эти надписи — доказательство, что изобретение алфавита произошло в Египте.
Семитский алфавит не ограничивался египетскими иероглифами для обозначения согласных звуков, он включал в себя и другие знаки-пиктограммы общим числом около тридцати. Существует недоказанное предположение, что использовались их семитские, а не египетские названия символов. Остаётся непонятным, использовались ли символы семитской письменности только в качестве алфавитных, по акрофоническому принципу, или могли представлять последовательность согласных или целое слово, как иероглифы. Однако к моменту прихода семитской письменности в Ханаан (протоханаанское письмо) её символы уже использовались только в качестве алфавитных.
Первое ханаанское государство, начавшее широкое использование алфавита, — Финикия, поэтому позднее ханаанская письменность стала называться финикийской. Благодаря расположению Финикии — рядом с морем, на пересечении множества торговых путей — финикийский алфавит вскоре распространился в Средиземноморье. Две вариации финикийского письма — арамейский и греческий алфавиты — оказали огромное влияние на всю историю письменности.

### Развитие арамейскогоконсонантного письма
Как и египетская письменность, арамейский и финикийский алфавиты обозначали только согласные звуки, такой тип называется консонантное письмо. Арамейский алфавит, развившийся из финикийского в VII веке до нашей эры как официальный алфавит Персидской империи, является предшественником почти всех алфавитов современной Азии:
- Современный еврейский алфавит зародился как местный вариант имперского арамейского (исконный еврейский алфавит сохранился в самаритянском письме).
- Арабский алфавит произошёл от арамейского через набатейский алфавит, существовавший на территории современной южной Иордании).
- Возникшее после III века нашей эры сирийский алфавит развился в пехлевийское и согдийское письмо, от которых позднее произошли алфавиты северной Азии, такие как уйгурский, старомонгольский, маньчжурский и, возможно, орхоно-енисейский.
- Происхождение грузинского алфавита остаётся неясным, но, по-видимому, он относится к персидско-арамейской или, возможно, к греческой семье.
- Арамейский алфавит, скорее всего, породил индийские письменности, существующие на полуострове Индостан и — посредством распространения индуизма и буддизма — в Тибете, Монголии, Индокитае и Малайском архипелаге (Япония и Китай, во время принятия буддизма, уже имели собственное логографическое и слоговое письмо).
- Хангыль был изобретён в Корее в XV веке. Принято считать, что изобретение хангыля было независимым, однако Гари Ледьярд полагает, что в хангыле существуют заимствования из тибетского алфавита через имперское монгольское квадратное письмо китайской династии Юань, а тибетский, в свою очередь, принадлежит к индийским письменностям.

| Западные алфавиты ← | Западные алфавиты ← | Финикийский | → Индийские алфавиты | → Индийские алфавиты | → Индийские алфавиты | → Корейский |
| Латинский           | Греческий           | Финикийский | Гуджарати            | Деванагари           | Тибетский            | → Корейский |
| ------------------- | ------------------- | ----------- | -------------------- | -------------------- | -------------------- | ----------- |
| A                   | Α                   | Aleph       | અ                    | अ                    | ཨ                    | ㅏ          |
| B                   | В                   | Beth        | બ                    | ब                    | བ                    | ㅃ          |
| C, G                | Г                   | Gimel       | ગ                    | ग                    | ག                    | ㄲ          |
| D                   | Δ                   | Daleth      | ધ (ઢ)                | ध (ढ)                | -                    | ㄸ          |
| E                   | Ε                   | He          | હ                    | ह                    | ཧ                    | ㅔ(ㅣ)      |
| F, V, W, U, Y       | Ϝ, Υ                | Waw         | વ                    | व                    | ཝ                    | -           |
| Z                   | Ζ                   | Zayin       | દ (ડ)                | द (ड)                | ད (ཌ)                | -           |
| H                   | Η                   | Heth        | ઘ                    | घ                    | -                    | ㅎ          |
| -                   | Θ                   | Teth        | થ (ઠ)                | थ (ठ)                | ཐ (ཋ)                | -           |
| I, J                | Ι                   | Yodh        | ય                    | य                    | ཡ                    | ㅈ          |
| K                   | Κ                   | Kaph        | ક                    | क                    | ཀ                    | ㄱ          |
| L                   | Λ                   | Lamedh      | લ                    | ल                    | ལ                    | ㄹ          |
| M                   | Μ                   | Mem         | મ                    | म                    | མ                    | ㅁ          |
| N                   | Ν                   | Nun         | ન                    | न                    | ན                    | ㄴ          |
| -                   | Ξ                   | Samek       | શ                    | श                    | ཤ                    | -           |
| O                   | Ο                   | Ayin        | ?                    |                      |                      | ㅗ          |
| P                   | Π                   | Pe          | પ, ફ                 | प, फ                 | པ, ཕ                 | ㅂ          |
| -                   | Ϡ                   | Sade        | સ                    | स                    | ས                    | -           |
| Q                   | Ϙ                   | Qoph        | ખ                    | ख                    | ཁ                    | -           |
| R                   | Ρ                   | Res         | ર                    | र                    | ར                    | -           |
| S                   | Σ                   | Sin         | ષ                    | ष                    | ཥ                    | ㅅ          |
| T                   | Τ                   | Taw         | ત (ટ)                | त (ट)                | ཏ (ཊ)                | ㄷ          |

Таблица: Распространение финикийского алфавита на запад (латинский, греческий) и на восток (индийские, корейский). Соответствие финикийских и индийских (посредством арамейских) знаков (особенно передающих сибилянты и указанных в скобках), возможно, является неточным. Также спорными являются сведения о происхождении букв хангыля из тибетского алфавита (через монгольское квадратное письмо и финикийский алфавит).

## Армянский алфавит
После принятия христианства в Армении возникла необходимость в создании национального алфавита. Эта потребность в целом была обусловлена общей политической, культурной и идеологической обстановкой в Армении. Задачу по поручению армянской церкви осуществил Месроп Маштоц около 405—406 году. Некоторые историки склоняются к выводу, что Маштоц не изобретал заново армянский алфавит, а использовал несохранившиеся к настоящему времени древнеармянские письмена. Удачно отражая фонетику армянского языка, алфавит Маштоца способствовал не только распространению христианства в Армении, но также развитию армянской литературы и поэзии с раннего Средневековья.
Вместе с манихейским письмом армянский алфавит стал первым в чистом виде алфавитом на Востоке[уточнить].